# Otiothops curua
Espèce
Otiothops curua est une espèce d'araignées aranéomorphes de la famille des Palpimanidae.

## Distribution
Cette espèce est endémique du Pará au Brésil,. Elle se rencontre à Melgaço dans la forêt nationale de Caxiuanã.

## Description
Le mâle holotype mesure 3,50 mm et la femelle paratype 4,60 mm, les mâles mesurent de 3,20 à 3,80 mm et les femelles de 4,30 à 5,20 mm.

## Étymologie
Son nom d'espèce lui a été donné en référence au lieu de sa découverte, le rio Curuá.

## Publication originale
- Brescovit, Bonaldo & Barreiros, 2007 : Two new species of the spider genus Otiothops (Araneae: Palpimanidae) from Caxiuanã National Forest, Pará, Brazil. Zootaxa, no 1545, p. 59-66.